# استان انگا
استان انگا(به انگلیسی: Enga Province) یکی از ۲۲ استان کشور پاپوآ گینه نو می‌باشد که در ناحیه ارتفاعات قرار گرفته‌است.

## جغرافیای طبیعی

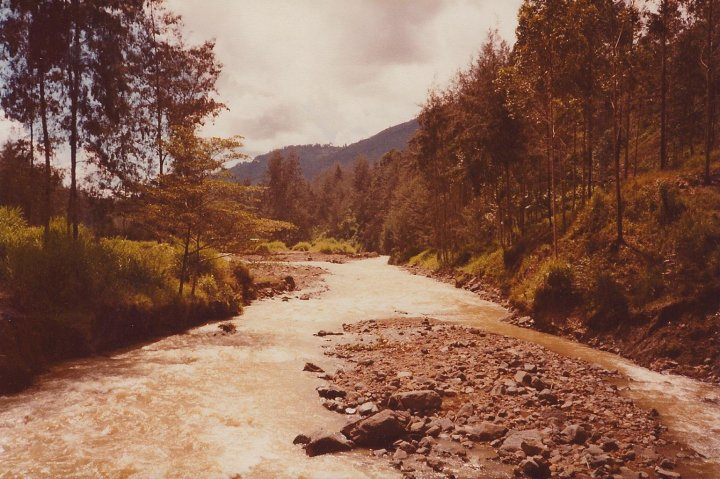
رودخانه آمبومانگا

مرتفع‌ترین استان کشور پاپوآ گینه نو می‌باشد و پس از استان چیمبو بیشترین تراکم جمعیت را داراست. مساحت این استان ۲٬۸۰۰ کیلومتر مربع می‌باشد که بیشتر وسعت آن در ارتفاع بالای ۲۰۰۰ متر واقع شده‌است. مناطق پست‌تر این استان در واقع دره‌های میان کوهستان هاست که دو رود مهم را در بر می‌گیرد. رودهای لاگایپ (که از استان فلای وارد این استان می‌شود) و رود لائی (که از استان سپیک به این استان سرازیر می‌شود). این دو رود دو منبع عمده آب‌های استان انگا می‌باشند.

## جغرافیای انسانی
طی آمارگیری انجام گرفته شده در سال ۲۰۰۰ میلادی، جمعیت این استان از سوی دولت ۲۹۵٬۰۳۱ نفر اعلام گردید که البته در درستی این رقم بحث وجود دارد.

## تقسیمات
این استان شامل ۴ منطقه است و در کل ۱۴ فرمانداری محلی را در بر می‌گیرد.
| منطقه                | مرکز منطقه     | نام فرمانداری محلی                    |
| -------------------- | -------------- | ------------------------------------- |
| منطقه کاندپ          | کاندپ          | فرمانداری محلی روستایی کاندپ          |
| منطقه کاندپ          | کاندپ          | فرمانداری محلی روستایی تساک           |
| منطقه کاندپ          | کاندپ          | فرمانداری محلی روستایی واگه           |
| منطقه کاندپ          | کاندپ          | فرمانداری محلی روستایی واپناماندا     |
| منطقه کومپیام        | کومپیام        | فرمانداری محلی روستایی آمبوم          |
| منطقه کومپیام        | کومپیام        | فرمانداری محلی روستایی کومپیام        |
| منطقه کومپیام        | کومپیام        | فرمانداری محلی روستایی واپی (اوآنگیز) |
| منطقه لاگائیپ-پورگرا | لاگائیپ-پورگرا | فرمانداری محلی روستایی لاگائیپ        |
| منطقه لاگائیپ-پورگرا | لاگائیپ-پورگرا | فرمانداری محلی روستایی مایپ-مولیتاکا  |
| منطقه لاگائیپ-پورگرا | لاگائیپ-پورگرا | فرمانداری محلی روستایی پائی الا-هوا   |
| منطقه لاگائیپ-پورگرا | لاگائیپ-پورگرا | فرمانداری محلی روستایی پورگرا         |
| منطقه واباگ          | واباگ          | فرمانداری محلی روستایی مارامونی       |
| منطقه واباگ          | واباگ          | فرمانداری محلی روستایی واباگ          |
| منطقه واباگ          | واباگ          | فرمانداری محلی شهری واباگ             |